# Carnaval biarnés
Le carnaval biarnés est un carnaval se déroulant chaque année dans plusieurs communes du Béarn, il se termine à Pau dans le quartier du Hédas. Le carnaval fait partie des cinq carnavals les plus importants de France métropolitaine, il s'inscrit dans la tradition des carnavals pyrénéens.

## Personnages
Les personnages du carnaval biarnés sont issus de la tradition des carnavals pyrénéens :
- Sent Pançard, le roi du carnaval qui représente l’état de déliquescence et les contradictions de la société ;
- Carronha, la femme de Sent Pançard, par son allure elle symbolise la permanence du carême ;
- Quarèsma (Carême), il personnalise la période maigre sans viande et sans vin ;
- L'ors (l'ours), le tentateur de la chair, il annonce le retour du printemps ;
- Sent Porquin, le Dieu de Sent Pançard ;
- Los gendarmas (les gendarmes), ils incarnent l’ordre, la discipline ;
- La cort (La cour), lors du procès de Sent Pançard.

## Déroulement
Le carnaval biarnés débute en Aragon, depuis 2004 à Ansó, où Sent Pançard a trouvé refuge. Il part ensuite en conquête à travers plusieurs étapes béarnaises, pour arriver à Pau. Le carnaval débute par la nueit de l'ors (nuit de l'ours) avec le réveil des ours et l'arrivée des chasseurs. Le carnaval se poursuit par la Pantalonada, les notables de Pau montent la sèga (barricade) pour empêcher Sent Pançard de rentrer dans la ville. Le roi Pançard fini par l'emporter, les clefs de la ville lui sont remises avant de défiler dans les rues de Pau. Sent Pançard est ensuite jugé pendant lo procès (le procés). Condamné à la crémation, Sent Pançard parvient à s'échapper vers l'Aragon, son effigie est brûlée pour finir le carnaval.

## Le carnaval en chiffres
Environ 50 000 personnes participent au carnaval lors des journées finales à Pau. Les animations sont assurées par 500 musiciens et 400 bénévoles.